# Elaphoglossum pallidum
Elaphoglossum pallidum là một loài dương xỉ trong họ Dryopteridaceae. Loài này được Baker ex Jenman C. Chr. mô tả khoa học đầu tiên năm 1905.